# Foder
Foder eller dyreføde er alle jordbrugsfødevarestoffer der benyttes specifikt til at give husdyr føde, dvs. til kvæg, geder, får, heste, fjerkræ, svin og lign. Det meste dyreføde stammer fra planter, men noget stammer også fra dyr. Foder refererer specifikt til føde som dyr får, snarere end det de selv skaffer. Det inkluderer hø, halm, ensilage, komprimeret og i pilleform, olier og forskellige blandinger, spiret korn og bælgfrugter.

## Almindelige foderplanter
- Lucerne
- Byg
- Kællingetand
- Kål spp.
  - Grønkål
  - Raps
  - Kålroe
  - Turnip
- Kløver
  - Alsike-Kløver
  - Rød-Kløver
  - Middelhavs-Kløver
  - Hvid-Kløver
- Græs
  - Hundegræs
  - Hejre (græs)
  - Draphavre-slægten
  - Svingel
  - Danthonia
  - Enggræs
  - Dactylis
  - Rajgræs
  - Eng-Rottehale
- Majs
- Hirse
- Havre
- Durra
- Soja
- Træ (Stynede træer)
- Hvede

## Typer af foder
- Konserverede foderplanter: hø og ensilage
- Sammensat foder og foderpiller
- Restprodukter fra afgrøder: stubbe, kopra, strå, avner, sukkerroeaffald
- Fiskemel
- Afskåret frisk græs og andre foderplanter
- Kød- og benmel
- Melasse
- Oligosackarider
- Tang
- Frø og korn
- Spiret korn og bælgfrugter
- Bærme
- Græsningsarealer
- Klid
- Koncentrerede blandinger
- Olieholdige frø (bomuldsfrø, safflor, solsikker, soja, peanut)
- Grøn majs
- Grøn sorghum
- Hestebønner